# Movistar TV (Latinoamérica)
Movistar TV es una empresa de televisión por suscripción latinoamericana fundada el 20 de octubre de 2008 perteneciente a Telefónica. En Perú, ocurrió la integración de las empresas que ya estaban en el mercado, Telefónica TV Digital (TTD) y Cable Mágico. En Chile TTD cambió el nombre a Movistar TV. La plataforma emite vía cable o satélite, y está disponible en Argentina, Chile, Colombia, Perú, Guatemala,  El Salvador, Nicaragua y Costa Rica.

## Países

### Argentina
Movistar TV es un servicio de televisión por fibra óptica operado por Movistar Argentina, el cual fue lanzado en octubre de 2018 con la reforma de las telecomunicaciónes efectuada durante el gobierno de Mauricio Macri, la cual habilitó a las compañías telefónicas y operadoras de televisión paga a ofrecer servicios de telefonía y cable o satélite, anteriormente prohibido.

### Chile
Movistar TV es un servicio de televisión por satélite y fibra óptica, operado por Movistar Chile. Fue lanzado oficialmente el 14 de junio de 2006 en Chile.

### Perú
Movistar TV es un servicio de televisión por suscripción de cable y satélite, operado por Movistar Perú, del Grupo Telefónica, lanzado en 1993 bajo el nombre de Cable Mágico.

### Colombia
Movistar TV es un servicio de televisión por satélite y fibra óptica operado por Movistar Colombia, subsidiaria local del Grupo Telefónica; Fue lanzado oficialmente a comienzos de febrero de 2007 en Colombia.

### Venezuela
Movistar TV era un servicio de televisión por satélite operado por Telefónica Venezolana C.A.. Fue lanzado oficialmente el 14 de abril de 2008 en Venezuela y su servicio tendría disponibilidad hasta finales del año 2022, tras el anuncio público por parte de Telefónica Venezolana de que el servicio de televisión satelital cesaría sus operaciones debido a la desactivación definitiva del satélite que proyectaba la señal. Sin embargo, notificando a sus usuarios que de ellos desearlo podrían suscribirse a la señal cedida a Inter Satelital, para continuar el disfrute del servicio; recalcando que Movistar TV ya no formaría parte de sus productos comerciales.

### Nicaragua
Movistar TV fue un servicio de televisión por satélite operado por Telefónica Nicaragua, disponible desde mayo de 2017. En 2019, fue vendida a Millicom.

### Guatemala
Movistar TV es un servicio de televisión por satélite operado por Telefónica Guatemala, disponible desde agosto de 2017.

### El Salvador
Telefónica El Salvador lanzó Movistar TV como una plataforma de televisión por satélite en noviembre de 2017. En enero de 2021, Movistar TV anunció su cese de operaciones para el 30 de abril debido a que no pudo renovar el uso del satélite SES 10 (el cual utilizaba para transmitir sus canales) con la empresa encargada de su mantenimiento, SES S.A.

### Costa Rica
Movistar TV es un servicio de televisión por satélite operado por Telefónica Costa Rica, disponible desde enero de 2018.